# Меринґія південнобузька
Меринґія південнобузька, мерингія бузька (Moehringia hypanica) — вид рослин родини гвоздикових (Caryophylláceae).

## Біологічні особливості
Напівкущик, що має стрижневу кореневу систему та численні, галузисті річні пагони завдовжки 5–15 см. Утворює мініатюрні щільні дернинки або подушки 4,5–20 см в діаметрі. Має тонкі трав'яні, лежачі або висхідні стебла, нижня частина яких дерев'яніє і може зберігатись кілька років. Листки невеликі — 0,8–1,2 см завдовжки, 0,1–0,2 см завширшки. Квітки зібрані у 3-квіткові суцвіття або подвійні дихазії, які іноді редукуються до поодиноких квіток. Пелюстки квіток білі. Плід (коробочка) кулястий, 0,25 см в діаметрі.
Рослина цвіте в червні–серпні, плодоносить у липні–вересні, розмножується насінням.

## Екологічні особливості
Мерингія бузька — ксеромезофіт та облігатний петрофіт. Зростає на гранітних прямовисних скелях, карнизах та у щілинах, переважно з північною експозицією, де створюються умови з затінення. Фітоценотично належить до угруповань класу Asplenietea trichomanis.

## Поширення
Український прибузький ендемік, поширений у Гранітно-степовому Побужжі, на південних відрогах Придніпровської височини. Відомо п'ять локальних популяцій виду в каньйонах річки Південний Буг (лівий берег в околицях м. Южноукраїнська, правий — околиці с. Богданівка) та р. Мертвовод (околиці сс. Актове, Петропавлівка та заповідне урочище «Лабіринт»). Всі відомі локалітети територіально знаходяться в межах Миколаївської області.

## Охоронний статус
Занесений до категорії «Уразливі види» Європейського червоного списку, Резолюції 6 Бернської конвенції, Червоної книги України.